# N-Nitroso-N-methylurethan
N-Nitroso-N-methylurethan ist eine chemische Verbindung aus der Gruppe der Carbamate.

## Gewinnung und Darstellung
N-Nitroso-N-methylurethan kann durch Nitrosierung von Methylurethan gewonnen werden.

## Eigenschaften
N-Nitroso-N-methylurethan ist eine gelbliche bis braune klare Flüssigkeit, die wenig löslich in Wasser ist.

## Verwendung
N-Nitroso-N-methylurethan wurde früher zur Synthese von Diazomethan verwendet.

## Sicherheitshinweise
Die Verbindung ist als karzinogen nachgewiesen und kann bei Erhitzung explodieren.

## Regulierung
Über den Safe Drinking Water and Toxic Enforcement Act of 1986 besteht in Kalifornien seit dem 1. April 1988 eine Kennzeichnungspflicht für Produkte, die N-Nitroso-N-methylurethan enthalten.